# Средний (остров, Краснофлотские)
Сре́дний — остров архипелага Северная Земля. Административно относится к Таймырскому Долгано-Ненецкому району Красноярского края.

## Расположение
Расположен в южной части архипелага на расстоянии 22 километров к югу от мыса Свердлова — юго-восточного мыса острова Октябрьской Революции. Входит в состав островов Краснофлотских. Лежит в центральной части группы в 2,75 километрах к югу от острова Большого и в 4,65 километрах к северу от острова Плоского.

## Описание
Имеет неровную слегка вытянутую с запада на восток форму длиной 2,25 километра и шириной до 1,4 километра в расширенной восточной части. Свободен ото льда. Берега неровные, пологие. На острове расположены две возвышенности: высотой 15 метров на западе и высотой 26 метров (наивысшая точка острова) на юго-востоке. На вершинах каждой из возвышенностей закреплены точки съёмочной сети. Вдоль побережья Среднего лежит несколько небольших бессточных озёр, отделённых от моря узкими участками суши. На северном берегу острова — участки песчаника, на юго-востоке — каменистые россыпи.

## История
Остров Средний вместе с остальными Краснофлотскими островами был впервые обнаружен и нанесён на карту 17 августа 1932 года экспедицией Всесоюзного арктического института на ледоколе «В. Русанов». На острове располагается Пограничная застава «о. Средний».

## Карта
- Лист карты T-47-XIII,XIV,XV острова Краснофлотские (Северная Земля). Масштаб: 1 : 200 000. Состояние местности на 1957 год.